# Henryk Budziński
Henryk Budziński (29 novembre 1904 – Danzica, 18 marzo 1983) è stato un canottiere polacco.

## Palmarès

### Olimpiadi
- 1 medaglia:
  - 1 bronzo (Los Angeles 1932 nel due senza)

### Europei
- 3 medaglie:
  - 1 oro (Liegi 1930 nel due senza)
  - 2 argenti (Bydgoszcz 1929 nel due senza; Parigi 1931 nel quattro senza)